# Grevillea insignis
Grevillea insignis là một loài thực vật có hoa trong họ Quắn hoa. Loài này được Kippist ex Meisn. miêu tả khoa học đầu tiên năm 1855.